# اکویتزیو
اکویتزیو (به اسپانیایی: Acuitzio) در مکزیک است که در میچوآکان واقع شده‌است.

## خصوصیات
اکویتزیو ۱۸۰٫۱۳ کیلومترمربع مساحت و ۱۰٬۰۵۲ نفر جمعیت دارد و ۲٬۰۷۵ متر بالاتر از سطح دریا واقع شده‌است.